# Nephelomalus
Nephelomalus is een geslacht van vliesvleugeligen uit de familie Pteromalidae. De wetenschappelijke naam van dit geslacht is voor het eerst geldig gepubliceerd in 1956 door Graham.

## Soorten
Het geslacht Nephelomalus is monotypisch en omvat slechts de volgende soort:
- Nephelomalus conspersus (Walker, 1835)